# Tremella fuciformis
Tremella fuciformis är en svampart som beskrevs av Berk. 1856. Tremella fuciformis ingår i släktet Tremella och familjen Tremellaceae.   Inga underarter finns listade i Catalogue of Life.

## Källor

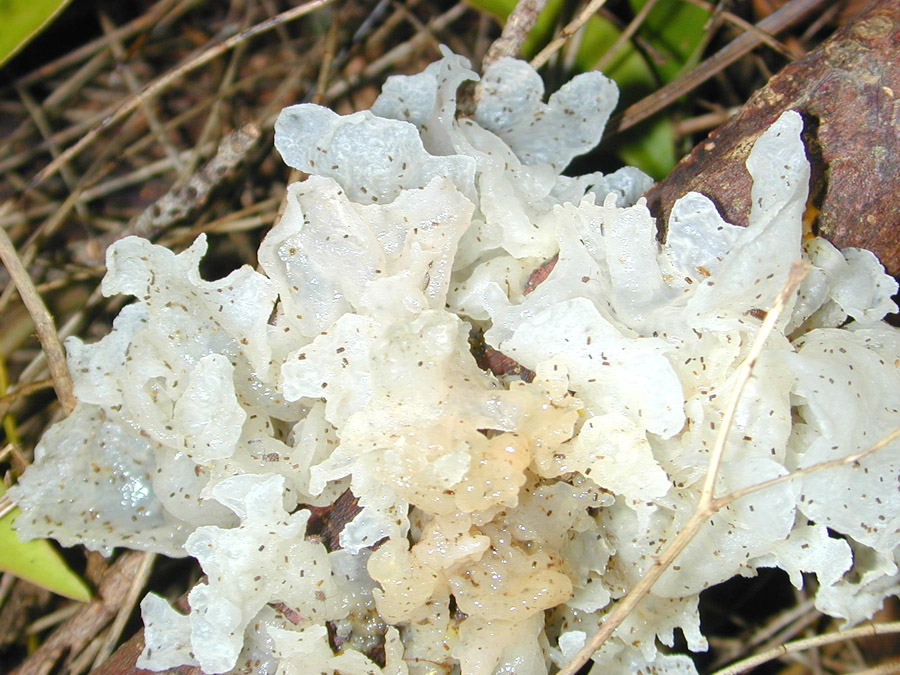
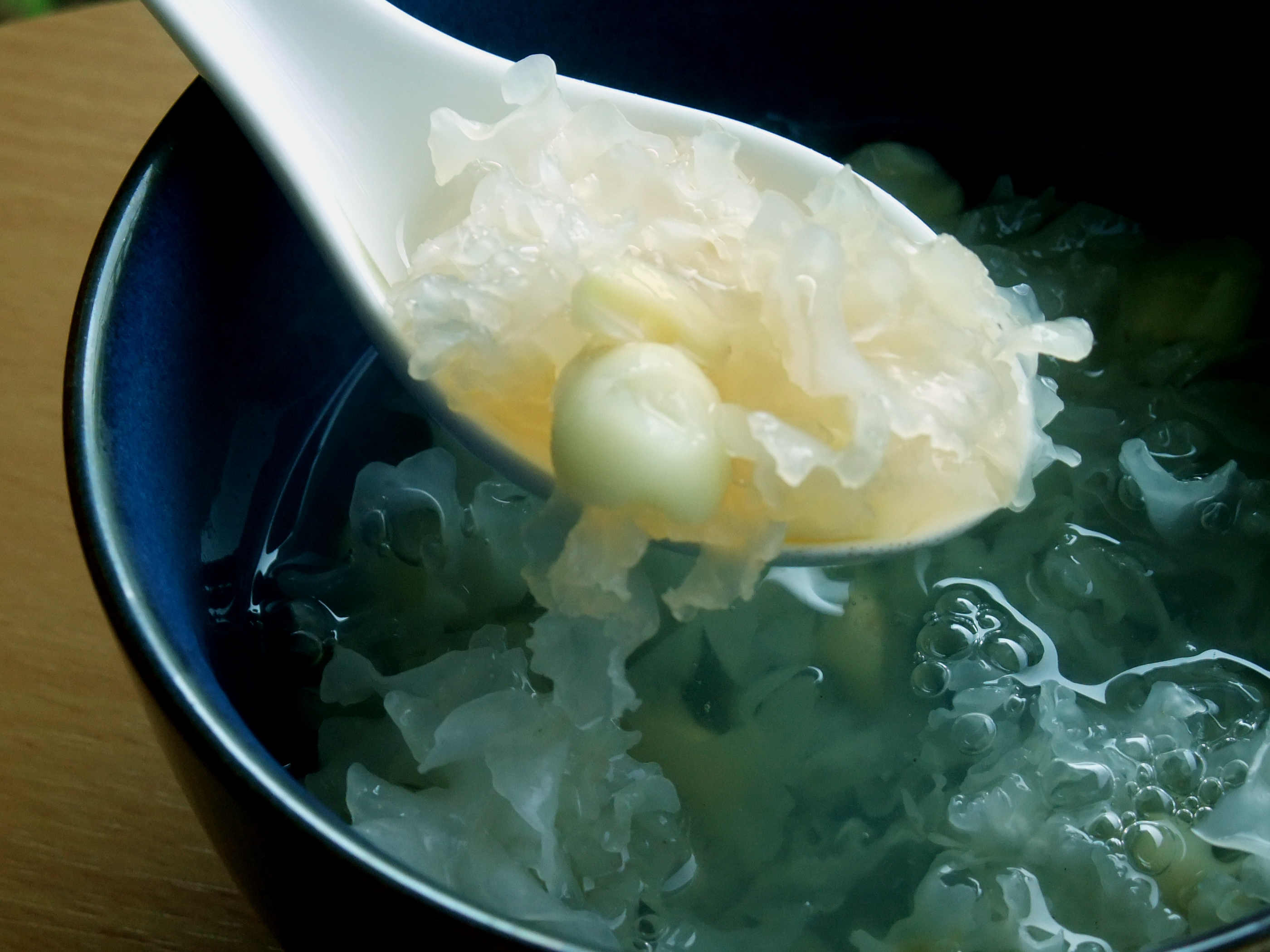